# Кривели (Кировская область)
 Кривели — деревня в Кировской области. Входит в состав муниципального образования «Город Киров»

## География
Расположена на расстоянии примерно 24 км по прямой на запад-юго-запад от железнодорожного вокзала станции Киров недалеко от правого берега реки Быстрица.

## История
Известна с 1873 года как починок у речки Быстрицы, в которой отмечено дворов 3 и жителей 27, в 1905 (починок Кривели) 4 и 18, в 1926 (Кривули) 4 и 31, в 1950 11 и 35, в 1989 4 жителя. Административно подчиняется Октябрьскому району города Киров.

## Население
Постоянное население составляло 1 человек (русские 100%) в 2002 году, 3 в 2010.